# Eurymen bassargini
Eurymen bassargini är en fiskart som beskrevs av Lindberg, 1930. Eurymen bassargini ingår i släktet Eurymen och familjen paddulkar. Inga underarter finns listade i Catalogue of Life.